# العصفور (فلم)
العصفور فيلم أنتج عام 1972 من كتابة وإنتاج إخراج يوسف شاهين. يتحدث عن مرحلة الهزيمة بعد حرب 1967.

## عن الفيلم
مع ثورة الضباط الأحرار في مصر تأمل الشعب المصري خيرا بحلم التطور والانتعاش الاقتصادي والنمو، لينهار مع نكسة حرب 1967. يبحث يوسف شاهين في فيلمه عن أسباب الهزيمة. خرج الفيلم في عام 1972، وكان يبشر بالحرب والانتصار فيها، بمشاركة كل الشعب المصري ليفاجأ بالهزيمة وبعده إعلان الرئيس تنحيه عن منصبه، فخرج الشعب غاضباً، رافضا الهزيمة ويتمسك بالصمود والحرب حتى التحرير. وأصبحت «بهية» رمزا للوطنية ورمزا لمصر ، لتجسد في نهاية الفيلم بصرختها «لأ، ح نحارب لأ، ح نحارب» رغبة الشعب المصري في النضال. فهذا الفيلم كان تسجيلا مهما لعودة صوت الشعب فقد حركت النكسة دور الأمة وأنزلها إلى الشارع.

## قصة الفيلم
تطارد الشرطة رؤوف أبو خطوة ورجاله في صعيد مصر، وهو المجرم الخطير، بينما يقوم الصحفي يوسف بعمل تحقيق صحفى حول سرقة القطاع العام وآلاته وأدواته من خلال مصنع لم يكتمل بناؤه بسبب سرقات ماكيناته وأجهزته، وإن ذلك ناتج توجيهات للمجرم الخطير أبو خطوه من خلال فساد أجهزة الحكم التي تستخدم في الإثراء على حساب الشعب تبيعها إلى القطاع الخاص، في حى الحسين، يجتمع أبناء الحى في بيت الخياطة بهيه، التي تهب حياتها للعمل، وتربية ابنتها فاطمة الطالبة بالجامعة، تقوم بتأجير غرف سكنها لشحصيات متباينة من أصحاب المبادئ، تقوم حرب يونيو 1967، وتحدث الهزيمة، ويصدم أبناء الحى، ويعلن الرئيس جمال عبد الناصر التنحى عن الحكم، لكن بهية تتزعم المظاهرات وترفض الهزيمة، وتطالب عبد الناصر بالعودة.

## بطولة
- محسنة توفيق بدور بهية
- صلاح قابيل
- سيف عبد الرحمن
- صلاح منصور
- علي الشريف
- محمود المليجي
- مريم فخر الدين
- رجاء حسين
- جلاديس أبو جودة بدور فاطمة
- عبد الوارث عسر
- حسن البارودي
- نظيم شعراوي
- محمود قابيل
- محمد خليل

## روابط خارجية
- مقالات تستعمل روابط فنية بلا صلة مع ويكي بيانات